# メトロシティ
メトロシティ（METROCITY）は、1992年創始、イタリア発のトータルファッション＆ライフスタイルブランド。
イタリアの職人精神に基づいて、ファッション都市ミラノを中心にウェア、バッグ、スモールレザーグッズ、シューズ、ジュエリー、コスメチック、リビング用品などを幅広く手がけている。

## 概要
イタリア発のトータルファッション＆ライフスタイルブランド。
イタリア・ミラノを拠点に、ヨーロッパ地域、アメリカ、韓国、日本などで展開。
「価値」「挑戦」「革新」をテーマとした、ネオクラシックブランドとして、イタリアの歴史と伝統、最新のトレンドを掛け合わせた、ライフスタイルを提案。
ブランドイメージモデルとして、ミラ・ジョヴォヴィッチやミーガン・フォックス、アドリアナ・リマ、ケイト・ベッキンセイル、ジェシカ・アルバ、バルバラ・パルヴィン、ロージー・ハンティントン＝ホワイトリーなど、多数起用。2019年にはケイト・モスがアンバサダーを務める。
様々なグローバルイベント開催。日本人アーティスト・DJの半沢武志のソロユニット「フリーテンポ(FreeTEMPO)」とのコラボファッションパーティーや、チェロの巨匠「ミッシャ・マイスキー」(Mischa Maisky)＆ドイツのクラシックムーブメント「イエローラウンジ(Yellow Lounge)」主催の文化＆ファッションをモチーフにしたコラボレーション企画、クラシック音楽パーティーを開催。2014年、エレクトロニック・ミュージック・フェスティバル「ウルトラ・ミュージック・フェスティバル(Ultra Music Festival)」の公式スポンサーとして参加。
ファッションショーでは、ジェシカ・アルバ、バルバラ・パルヴィン、ロージー・ハンティントン＝ホワイトリーなどが参加し、 来場者数は2010年2,200人、2011年3,700人、2012年4,200人、2013年5,000人を記録。
インタラクティブアートやファッション・アートスクールとのコラボレーションなどの展示会や、新人アーティストのサポートプロジェクトを実施するなど、カルチャープロジェクトも活発に開催している。
また、新人アーティストメンタリングプログラム、インターンシップ＆採用プロジェクト、コラボレーションなどの養成のためのプロジェクト、アフリカの子供たちのための学校建設「ミラクル・キャンペーン」、井戸作り、物品寄付などの社会貢献活動にも参加。
ブランドのシグネチャカラーは「ピュアホワイト（Pure white）」、「ピュアブラック（Pure black）」、「ヘブンゴールド（Heaven gold）」の三色で構成され、ホワイトローズを意味する「ローザビアンカ（Rosa Bianca）」がブランドを象徴するイメージフラワー。また、ブランドのキャラクターである、「メティベア（METTYBEAR）」はオン・オフラインでの、幅広い活動を通し、ブランドメッセージを伝えている。

## ブランドライン
イタリアのトータルファッション＆ライフスタイルブランドのメトロシティは、最上級の素材にネオクラシックの感性を加えたデザインのウェア、レザーグッズ、スモールレザーグッズ、シューズ、帽子、ジュエリー、スカーフ、アイウェア、傘などのトータルファッション品目とコスメチック、フラグランス、キッチン＆リビング、レジャー、フード、ガーデニングなどのライフスタイルなど幅広く展開している。

### レザーグッズ
イタリア創立以降、多様なカラーと素材、ディテールで差別化されたデザインのハンドバッグをシーズン毎にリリース。代表的な製品は、Mロゴのキルティングが目立つシグネチャーライン。厳選された最上級レザーに職人の磨きがかかった、使いやすい仕様の製品は、キャリアウーマンのデイリーアイテムとして発売以来、支持され続けている。
代表的なシグネチャー制作技法は「キルティング」。
最上級の革に温かさを加える革のキルティング技法は、ブランドのオリジナル技術力を基に生まれた技法。ブランドのアイデンティティを活かし、開発された技法とディテールの特徴によって、Mキルティング、フィレンツェ・キルティング、ダイヤモンド・キルティング、グローリー・キルティング、ルーチェ・キルティング、ライトニング・キルティング、ヴィア・キルティングなどとして区分される。
さらに、アイデンティティを込めたシグネチャー‘M’ゴールドエンブレムを加え、ブランドロゴを確立。ポイントの繊細なタッセル装飾も合わせて多くの女性に愛されている。

### ライフスタイルグッズ
トレンドと消費者のニーズに合わせたファッションとライフスタイルを提案するため、2016年メトロシティ・ラウンジをローンチ。トータルファッションラインに加え、ヨーロッパの天然原料を使用して独自で開発したフレグランスライン、ボディコスメチックス製品、世界各国から制作されたキッチン＆リビングアイテム、世界のコーヒー豆生産地から輸入したプレミアムコーヒー豆の製品とガーデニング、自転車、スケートボードなどのスポーツレジャー商品なども展開している。

## コラボレーション
METROCITY X SHISEIDO (2010)
日本を代表するグローバル・コスメチックスブランドのSHISEIDOと共にマキアージュ／ルージュエナメルグラマーを記念してコラボレーションしたことでインスピレーションを受け、エナメル素材のミニバッグを展開。
‘LOVE IT’ COLLECTION (2014)
有名なイギリス出身のストリートアーティストである「Ben Eine（ベン・アイン）」と10万人以上のファッショニスタが厳選した、メトロシティのシグネチャーアイテム、MF670とのコラボレーションスペシャルエディションである。アルファベットや言葉などの「文字」を取り入れ、カラフルに装飾されたオリジナルフォントが特徴。
METROCITY X LUISAVIAROMA (2015)
イタリアの有名セレクトショップである「LUISAVIAROMA（ルイーザ・ヴィア・ローマ）」が主催するブロガーイベント「フィレンツェ・フォーエバー(Firenze4ever)」にて、コラボレーション商品が発売された。パーティーのテーマ「OVER THE RAINBOW」からインスピレーションを受け、シグネチャーMロゴ・キルティングにクラシックとユニークさを加え、よりスペシャルなエディションとして再誕生したハンドバッグラインとキルティング・ボディにレインボーカラーとディテールを加えたフィレンツェ・フォーエバー(Firenze4ever)エディションの「メティベア（METTYBEAR）」3種類を限定で披露した。
METROCITY X AMSALE (2015)
ニューヨーク発のシンプルでモダンなデザインが特徴なウェディングドレスブランドであるAMSALE(アムサーラ)とのコラボレーションで優雅で美しいシルエットのウェディング・コレクションを発売した。
METROCITY X MIFFY (2016)
世界中を旅するファッションピープルを表現したフィギュアの「ミッフィー・イン・ザ・シティ（MIFFY IN THE CITY）」を披露した。特別に制作されたシグネチャーラインMQ367を持ったミッフィーは、特別にMキルティングの技術が溶け込まれた素材で作られた。